# Treriksröset

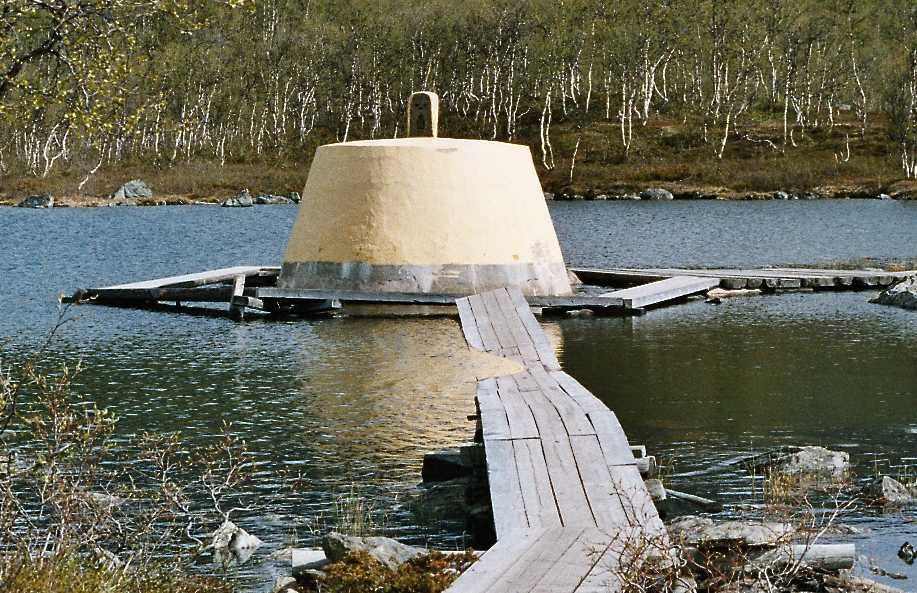
Treriksröset, het betonnen merkpunt

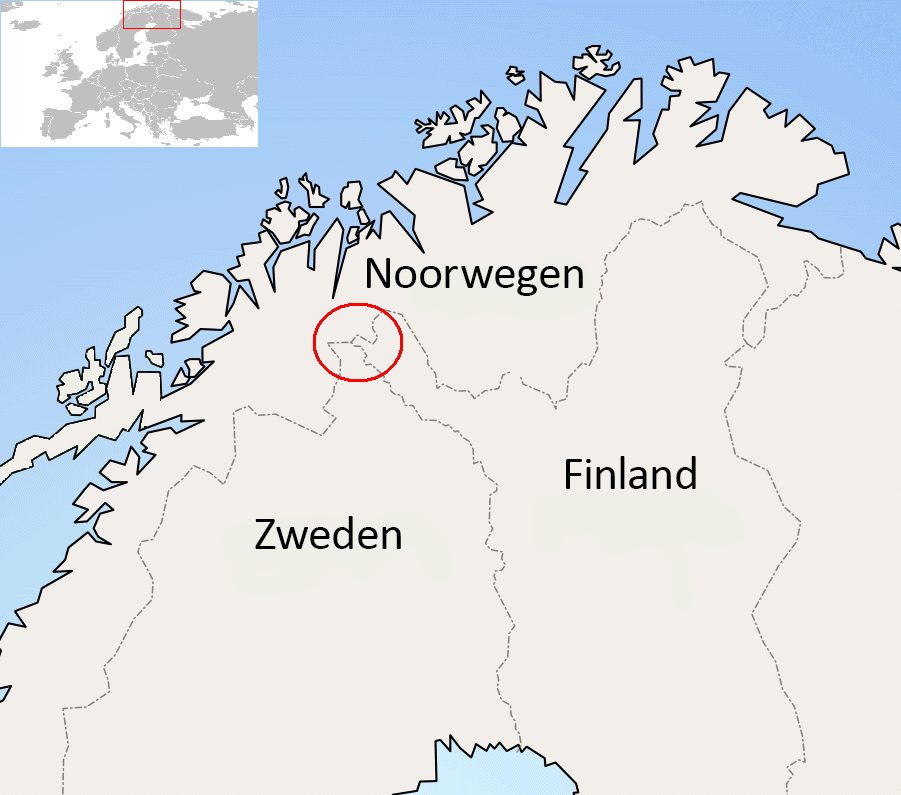

Fins: Kolmen valtakunnan rajapyykki, Noord-Samisch: Golmma riikka urna, Noors: Treriksrøysa of Zweeds: Treriksröset is het drielandenpunt van Finland, Noorwegen en Zweden. De naam betekent 'steenmannetje in drie landen'. Het punt is het westelijkste punt van het vasteland van Finland. Het meest Westelijke punt van Finland is grensmarkering nr. 7 op het eiland Märket, in de Oostzee. Het punt is ook het noordelijkste punt van Zweden. Het punt ligt in Lapland en de Nordkalottleden loopt erlangs. De plaats is in 1897 gemarkeerd, maar er ligt tegenwoordig een betonnen boei in het meer Goldajärvi ongeveer 10 meter van de rand, gebouwd in 1996. Het is mogelijk om vanuit Finland om de boei te lopen, zodat ook Zweden en Noorwegen worden aangedaan. Omdat Zweden en Noorwegen enkel begaanbaar zijn vanuit Finland, zijn dit zgn. pene-enclaven.